# Eddie Jackson (football américain)
Pour les articles homonymes, voir Jackson.
(en) Statistiques sur pro-football-reference
Eddie Jackson, né le 10 décembre 1993 à Lauderdale Lakes en Floride, est un sportif professionnel américain de football américain jouant au poste de safety dans la National Football League (NFL) depuis la saison 2017.
Sélectionné lors du 4e tour de la drfat par la franchise des Bears de Chicago, il y reste sept saisons (2017-2023) avant de rejoindre les Ravens de Baltimore en 2024.
Au niveau universitaire, il a joué pour le Crimson Tide de l'université de l'Alabama au sein de la NCAA Division I Football Bowl Subdivision.

## Biographie

### Jeunesse
Jackson fréquente le lycée Boyd H. Anderson à Lauderdale Lakes, en Floride où il joue aux postes de defensive back et de wide receiver pour l'équipe de football américain. En tant que senior, il réussit 37 réceptions pour un gain total de 792 yards en attaque et  66 plaquages plus cinq interceptions en défense. Jackson s'e lie avec l'université de l'Alabama pour y jouer au football universitaire sous les ordres de l'entraîneur principal Nick Saban.

### Carrière universitaire
Jackson commence sa carrière avec le Crimson Tide de l'Alabama au poste de cornerback.
Considéré comme true freshman en 2013, il joue sept matchs, dont quatre en tant que titulaire. Il réussit 19 plaquages et une interception. Jackson se blesse au ligament croisé antérieur avant le début de sa saison sophomore en 2014, mais joue néanmoins 11 matchs, dont 10 en tant que titulaire. Il enregistre 41 plaquages, un sack et une interception.
Avant le début de la saison 2015, il est replacé au poste de safety,,.
Il joue les 15 matchs de la saison, enregistrant 46 plaquages et 6 interceptions. Désigné MVP défensif du College Football Championship Game 2016 contre les Tigers de Clemson (victoire 45 à 40), il y réussit trois plaquages et une interception,.
Jackson se casse la jambe gauche contre les Aggies de Texas A&M en 8e semaine de la saison 2016, ce qui met un terme à sa saison. Il guérit plus vite que prévu et termine son année senior avec trois TDs à la suite de deux retours de punt et un retour d'interception. Il est sélectionné dans la seconde équipe all-conference bien qu'il n'ait joué que 8 matchs sur la saison.

### Carrière professionnelle
À la sortie d'Alabama, la majorité des experts en draft de la NFL pensent qu'il sera sélectionné lors du 3e tour. Il reçoit une invitation pour se présenter au NFL Scouting Combine mais ne sera pas capable d’effectuer un seul exercice physique à cause des séquelles de sa blessure d'octobre 2016. Il est classé 5e meilleur prospect au poste de safety par NFLDraftScout.com en vue de la draft.
| Taille        | Poids              | Bras               | Main            | Sprint   | Sprint   | Sprint   | Shuttle 20 yards | 3 cones drill | Détente   | Détente     | Développé couché | Test Wonderlic |
| Taille        | Poids              | Bras               | Main            | 40 yards | 10 yards | 20 yards | Shuttle 20 yards | 3 cones drill | verticale | horizontale | Développé couché | Test Wonderlic |
| 1,83 m (6 ft) | 91,469 kg (201 lb) | 88 cm (2 ft 10 in) | 23 cm (9,25 in) | -        | -        | -        | -                | -             | -         | -           | -                | -              |

#### Draft
Les Bears de Chicago choisissent Jackson lors du 4e tour en 112e choix global lors de la Draft 2017 de la NFL. Il était le 13e safety sélectionné lors de cette draft.
Le 15 mai 2017, il signe un contrat de 4 ans pour 3,06 millions de dollars, incluant une prime à la signature de 665 797 dollars.

#### Bears de Chicago

##### 2017
Pendant le camp d'entraînement, Jackson entre en compétition avec Adrian Amos (en) et Chris Prosinski (en) pour le poste de free safety titulaire. L'entraîneur principal John Fox le désigne comme titulaire pour le début de saison.
Il dispute son premier match comme professionnel en saison régulière avec les Bears contre les Falcons d'Atlanta et malgré la défaite 17 à 23, il enregistre 3 plaquages en solo. Le 22 octobre 2017, il participe à la victoire de 17 à 3 sur les Panthers de la Caroline en réalisant 4 plaquages en solo, une passe déviée, sa première interception en carrière et un fumble recouvert tout en inscrivant deux touchdowns. Lors du premier quart-temps, il récupère un fumble du quarterback Cam Newton des Panthers sur leur premier drive et le retourne sur 75 yards pour un touchdown défensif, le premier de sa carrière professionnelle. Lors du deuxième quart-temps, il effectue une interception, qui est une passe de Newton vers le receveur Kelvin Benjamin, et le retourne sur 76 yards pour inscrire son second touchdown,. Il remporte le titre de meilleur défenseur NFC de la semaine et devient le premier joueur à avoir inscrit plus d'un touchdown défensif de minimum 75 yards sur un match,. Le 10 décembre 2017, Jackson, à l'occasion de ses 24 ans, enregistre une interception et réalise un fumble qu'il recouvre après avoir éjecté le ballon des bras d'A. J. Green (victoire 33 à 7 contre les Bengals de Cincinnati). En 17e semaine, il réalise sa meilleure performance avec 11 plaquages, dont cinq en solo, lors de la victoire 23-10 sur les Vikings du Minnesota. Il termine sa première année professionnelle avec un bilan de 73 plaquages (dont 55 en solo), six passes déviées, deux interceptions, deux touchdowns, un fumble forcé et un fumble recouvert au cours de 16 matchs joués comme titulaire.

##### 2018
Les Bears engagent Matt Nagy comme nouvel entraîneur principal. Le coordinateur défensif Vic Fangio (en) conserve Jackson et Adrian Amos comme titulaires aux places de safeties pour la saison 2018.
En 2e semaine, il réalise trois plaquages en solo, une passe déviée lors de la victoire 24 à 17 contre les Seahawks de Seattle. Il y réussi également son premier sack professionnel sur le quarterback Russell Wilson pour une perte adverse de deux yards en deuxième quart-temps.
Le 4 novembre 2018, en 9e semaine, il enregistre 6 plaquages et retourne un fumble sur 65 yards pour inscrire un touchdown (victoire 41 à 9 contre les Bills de Buffalo). La semaine suivante, il enregistre la meilleure performance de sa saison avec 6 plaquages en solo et deux passes déviées lors de la victoire (34 à 22) contre les Lions de Détroit. Le 11 novembre, il dévie une passe et dans le quatrième quart-temps, intercepte une passe du quarterback Kirk Cousins destinée à Laquon Treadwell qu'il retourne sur 27 yards pour inscrire un nouveau touchdown (victoire 25 à 20 contre Minnesota).
Une semaine plus tard, il réussit 3 plaquages en solo, deux passes déviées et retourne en touchdown une interception sur 41 yards. L'interception effectuée sur la passe du quarterback Matthew Stafford permet à son équipe de battre 23 à 16 les Lions de Détroit et il se voit élu meilleur joueur défensif NFC de la semaine. Il est aussi élu meilleur joueur défensif NFC du mois de novembre.
Il casse la série de 402 passes sans interception du quarterback Aaron Rodgers des Packers en 15e semaine. Cependant sur cette action, il se blesse à la cheville. C'est Deon Bush (en) qui le remplace dès la 16e semaine contre les 49ers de San Francisco.
Le 19 décembre 2018, Jackson est sélectionné au Pro Bowl 2019. Jackson ne joue plus les deux derniers matchs de la saison à cause de sa blessure mais totalise en 14 matchs, 51 tackles dont 41 en solo, 15 passes déviées, six interceptions, deux fumbles forcés et trois touchdowns. Il obtient une note générale de 93,2 de Pro Football Focus en 2018, soit la meilleure note de la saison NFL pour un safety.

##### 2019

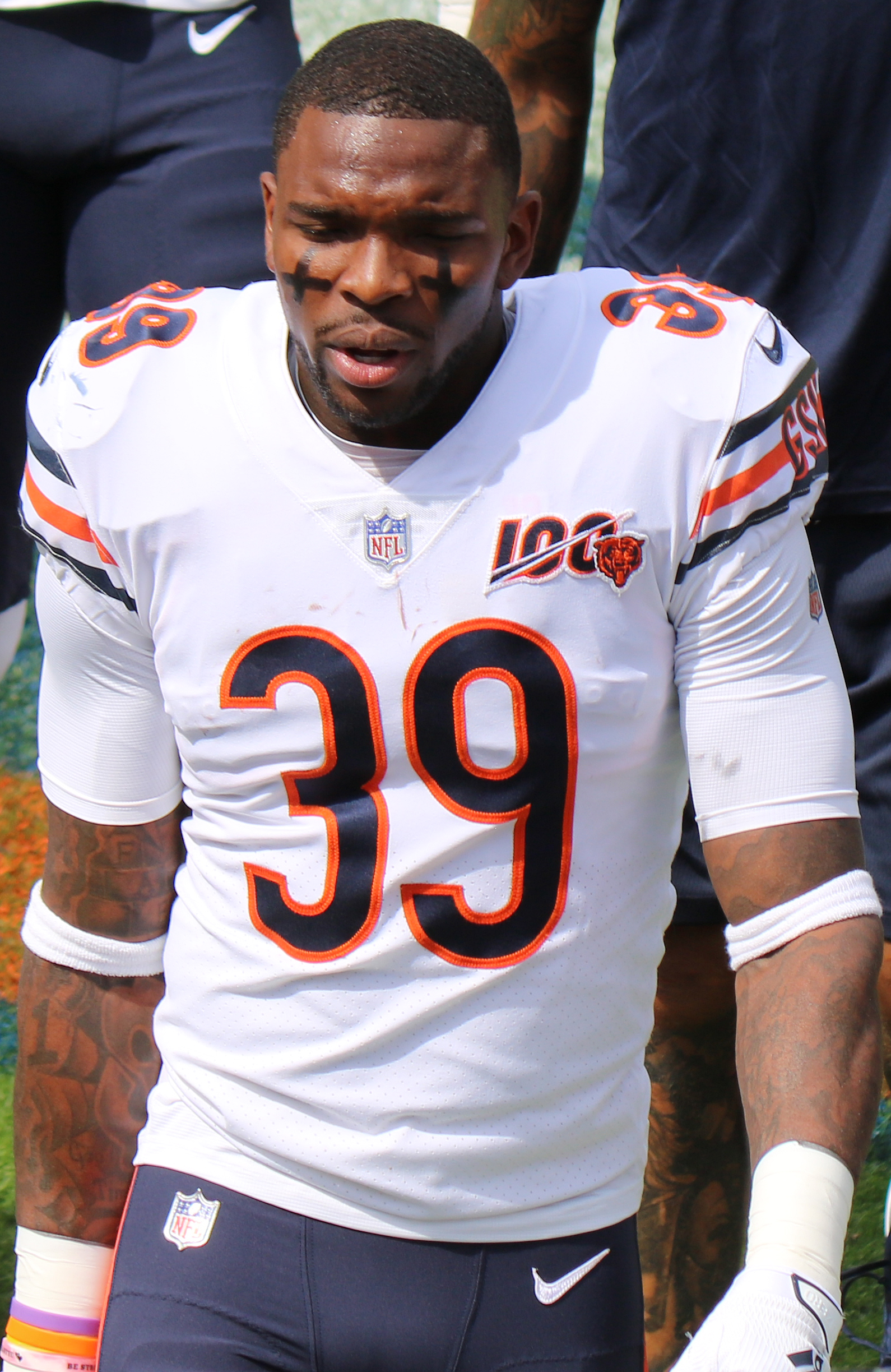
Jackson in a game against the Denver Broncos

Jackson revient de blessure lors du match d'ouverture de la saison 2019 contre les Packers de Green Bay. Il y réalise 2 plaquages alors que les Bears (défaite 3 à 10). La semaine suivante, les Bears remportent le premier match de leur saison contre les Broncos de Denver, Jackson y enregistrant 10 plaquages. Le match suivant contre les Redskins de Washington (victoire 31 à 15), il récupère un fumble forcé par son coéquipier Danny Trevathan.
Durant la 9e semaine, lors de la défaite de 14 à 22 contre les Eagles de Philadelphie, Jackson totalise 11 plaquages ce qui constitue le record de saison de la franchise. En 11e semaine contre les Rams de Los Angeles, il provoque un fumble du running back Todd Gurley le ballon étant récupéré par son coéquipier Ha Ha Clinton-Dix.
Le jour de Thanksgivin contre les Lions de Détroit, à trente secondes de la fin du match, Jackson enregistre sa première interception de la saison sur une passe lancée par le quarterback débutant David Blough. Cette action scelle la victoire des Bears 24 à 20. La semaine suivante contre les Cowboys de Dallas à l'occasion du Thursday Night Football, Jackson réalise son premier sack de la saison sur le quarterback Dak Prescott, les Bears l'emportant 31 à 24.
Le 17 décembre, Jackson est sélectionné comme titulaire pour le Pro Bowl 2020. En 17e semaine contre les Vikings du Minnesota (victoire 21 à 19), il intercepte une passe lancée à quatre secondes de la fin du match par le quarterback Sean Mannion. Il la retourne sur 14 yards mettant un terme au match et scellant la victoire des Bears 21-19.
Le 3 janvier 2020, les Bears lui font signer une extension de contrat de 58,4 millions de dollars, faisant de lui le safety le mieux payé de la NFL.

##### 2020
En 6e semaine lors de la victoire 23 à 16  contre les Panthers, Jackson provoque le premier turnover de sa saison en forçant un fumble sur son ancien équipier Mike Davis (en), le ballon étant récupéré par les Bears. La semaine suivante contre les Rams (défaite 10 à 24), il est le meilleur de son équipe en réussissant sept plaquages tout en inscrivant un touchdown de 8 yards après avoir récupéré un fumble provoqué par son équipier Robert Quinn sur le wide receiver Robert Woods.
Jackson, touché par la Covid-19, est placé sur la liste des réservistes le 23 novembre 2020 mais est réactivé le 27 novembre. Sur les 16 matchs de sa saison 2020, Jackson réussira 82 plaquages dont 63 en solo, cinq passes défendues et trois fumbles forcés.

##### 2021
En 2021, Jackson participe à 14 matchs, tous en tant que titulaire. Il termine la saison avec un bilan de 76 plaquages dont 54 en solo, deux passes défendues et un fumble forcé.

##### 2022
Jackson joue 12 matchs, tous en tant que titulaire en 2022. Il totalise 80 plaquages et quatre interceptions,.
À la suite des départs à la mi-saison de Roquan Smith et de Robert Quinn, il est désigné capitaine de l'équipe. Lors de la défaite contre les Jets en 12e semaine, Jackson se blesse au niveau du lisfranc ce qui met fin à sa saison. Au moment de sa blessure, il était le meilleur des Bears au nombre de plaquages,.

##### 2023
Au cours des 12 matchs joués en 2023, Jackson enregistre 37 plaquages et une interception
Le 15 février 2024,  il est libéré par les Bears.

#### Ravens de Baltimore
Le 19 juillet 2024, Jackson signe avec la franchise des Ravens de Baltimore

## Statistiques
| Année       | Équipe                    | Statut      | MJ |       | Plaquages | Plaquages | Plaquages | Plaquages |       | Interceptions | Interceptions | Interceptions | Interceptions |  | Fumbles | Fumbles |
| Année       | Équipe                    | Statut      | MJ | Total | Seul      | Ast.      | Sacks     | Nb.       | Yards | Déf.          | TD            | Nb.           | Rec.          |  |         |         |
| 2013        | Crimson Tide de l'Alabama | Fr.         | 06 | 19    | 16        | 03        | 0,0       | 1         | 0     | 2             | 0             | 0             | 1             |  |         |         |
| 2014        | Crimson Tide de l'Alabama | So.         | 11 | 41    | 32        | 09        | 1,0       | 1         | 018   | 6             | 0             | 2             | 1             |  |         |         |
| 2015        | Crimson Tide de l'Alabama | Jr.         | 15 | 46    | 34        | 12        | 0,0       | 6         | 230   | 2             | 2             | 1             | 1             |  |         |         |
| 2016        | Crimson Tide de l'Alabama | Sr.         | 08 | 24    | 15        | 09        | 0,0       | 1         | 055   | 2             | 1             | 0             | 0             |  |         |         |
| Totaux NCAA | Totaux NCAA               | Totaux NCAA | 40 | 130   | 97        | 33        | 1,0       | 9         | 303   | 12            | 3             | 3             | 3             |  |         |         |

| Année                            | Équipe                           | MJ  |                 | Plaquages       | Plaquages       | Plaquages       | Plaquages       |                 | Interceptions   | Interceptions   | Interceptions | Interceptions |  | Fumbles | Fumbles |
| Année                            | Équipe                           | MJ  | Total           | Seul            | Ast.            | Sacks           | Nb.             | Yards           | Déf.            | TD              | Nb.           | Rec.          |  |         |         |
| 2017                             | Bears de Chicago                 | 16  | 70              | 53              | 17              | 0,0             | 2               | 82              | 06              | 1               | 1             | 3             |  |         |         |
| 2018                             | Bears de Chicago                 | 14  | 51              | 41              | 10              | 1,0             | 6               | 81              | 15              | 2               | 2             | 1             |  |         |         |
| 2019                             | Bears de Chicago                 | 16  | 60              | 51              | 9               | 1,0             | 2               | 18              | 05              | 0               | 1             | 1             |  |         |         |
| 2020                             | Bears de Chicago                 | 16  | 82              | 63              | 19              | 0,0             | 0               | 0               | 05              | 0               | 3             | 1             |  |         |         |
| 2021                             | Bears de Chicago                 | 14  | 76              | 54              | 22              | 0,0             | 0               | 0               | 02              | 0               | 1             | 0             |  |         |         |
| 2022                             | Bears de Chicago                 | 12  | 80              | 59              | 21              | 0,0             | 4               | 44              | 06              | 0               | 2             | 0             |  |         |         |
| 2023                             | Bears de Chicago                 | 12  | 37              | 32              | 05              | 0,0             | 1               | 27              | 05              | 0               | 0             | 0             |  |         |         |
| 2024                             | Ravens de Baltimore              | ?   | Saison en cours | Saison en cours | Saison en cours | Saison en cours | Saison en cours | Saison en cours | Saison en cours | Saison en cours | ?             | ?             |  |         |         |
| Totaux chez les Bears de Chicago | Totaux chez les Bears de Chicago | 100 | 459             | 355             | 104             | 2,0             | 15              | 252             | 44              | 3               | 10            | 6             |  |         |         |

| Année                            | Équipe                           | MJ |                      | Plaquages            | Plaquages            | Plaquages            | Plaquages            |                      | Interceptions        | Interceptions        | Interceptions | Interceptions |  | Fumbles | Fumbles |
| Année                            | Équipe                           | MJ | Total                | Seul                 | Ast.                 | Sacks                | Nb.                  | Yards                | Déf.                 | TD                   | Nb.           | Rec.          |  |         |         |
| 2018                             | Bears de Chicago                 | 0  | Blessé, n'a pas joué | Blessé, n'a pas joué | Blessé, n'a pas joué | Blessé, n'a pas joué | Blessé, n'a pas joué | Blessé, n'a pas joué | Blessé, n'a pas joué | Blessé, n'a pas joué | -             | -             |  |         |         |
| 2020                             | Bears de Chicago                 | 1  | 6                    | 6                    | 0                    | 0,0                  | 0                    | 0                    | 0                    | 0                    | 0             | 0             |  |         |         |
| Totaux chez les Bears de Chicago | Totaux chez les Bears de Chicago | 1  | 6                    | 6                    | 0                    | 0,0                  | 0                    | 0                    | 0                    | 0                    | 0             | 0             |  |         |         |